# Armen Ambartsumyan (calciatore 1994)
Armen Ambartsumyan (in armeno Արմեն Համբարձումյան?, in russo Армен Гарикович Амбарцумян?, Armen Garikovič Ambarcumjan; Saratov, 11 aprile 1994) è un calciatore russo naturalizzato armeno, centrocampista dell'Ararat-Armenia.

## Palmarès

### Competizioni nazionali
- Campionato armeno: 2

Ararat-Armenia: 2018-2019, 2019-2020
- Coppa d'Armenia: 1

Ararat-Armenia: 2023-2024
- Supercoppa d'Armenia: 2

Ararat-Armenia: 2019, 2024